# Казакевич, Даниил Васильевич
Даниил Васильевич Казакевич (16 декабря 1902 года, деревня Радзевце — 28 ноября 1988 года, Москва) — советский военачальник, генерал-лейтенант (1957). Герой Советского Союза (6.04.1945).

## Биография
Даниил Васильевич Казакевич родился 16 декабря 1902 года в деревне Радзевце, ныне Радевцы Молодечненского района Минской области в семье крестьянина. В детстве и юношестве жил в Омске. Окончил школу. Работал плотником.
В июне 1920 года был призван в ряды РККА. Принимал участие в боях Гражданской войны. Служил красноармейцем в 896-м стрелковом полку 21-й стрелковой дивизии на Западном фронте, воевал против польских войск. В 1921 году с дивизией убыл в Западную Сибирь в распоряжение помощника Главкома Вооружёнными силами Республики по Сибири для борьбы против бандитизма и антисоветских восстаний. В августе 1922 года направлен учиться.
В 1923 году Казакевич окончил 6-е Минские пехотные курсы, после чего на последующую службу направлен в пограничные войска. С сентября 1923 года служил помощником начальника пограничной заставы 11-го пограничного батальона в Белорусской ССР. С 1924 года был начальником погранзастав 42-го Джебраильского погранотряда (в Азербайджанском пограничном округе) и с 1926 года — 38-го Ахалцихского погранотряда (в Грузинском пограничном округе). В июле 1927 года направлен учиться.
По окончании Высшей пограничной школы ОГПУ СССР в августе 1929 года назначен начальником погранзаставы 21-го Ямпольского погранотряда (в Украинском пограничном округе). С марта 1932 по июнь 1934 года был начальником курса 2-й Харьковской пограничной школы ОГПУ. Оттуда убыл в академию.
В 1937 году капитан Д. В. Казакевич окончил Военную академию РККА имени М. В. Фрунзе. С сентября 1937 года — командир 2-го мотострелкового полка в составе Управления пограничной и внутренней охраны УНКВД по Дальневосточному краю. С декабря 1939 — заместитель начальника штаба — 1-го заместителя начальника Управления пограничных войск НКВД Хабаровского округа (при этом с января 1940 по апрель 1941 года — временно исполняющий должность начальника штаба). В первые полтора года Великой Отечественной войны продолжал службу на Дальнем Востоке.
В октябре 1942 года в Хабаровске началось формирование Дальневосточной стрелковой дивизии войск НКВД. В декабре 1942 года на должность начальника штаба дивизии был назначен полковник Казакевич. Директивой Ставки Верховного Главнокомандующего № 46052 от 5.02.1943 «О включении в состав войск Красной Армии 70 армии» дивизия передана из НКВД СССР в состав Красной Армии, переименована в 102-ю Дальневосточную стрелковую дивизию.
С февраля 1943 года полковник Казакевич принимал участие в боях на фронтах Великой Отечественной войны, именно тогда дивизия прибыла на Центральный фронт, где участвовала в Севской наступательной операции. В июле 1943 года дивизия участвовала в оборонительной этапе Курской битве по-прежнему в составе 70-й армии, в конце июля — начале августа участвовала в Орловской наступательной операции, в сентябре — в Черниговско-Припятской наступательной операции.
28 сентября 1943 года был назначен на должность командира 399-й стрелковой дивизии 48-й армии Центрального фронта, которой командовал до Победы. Под его командованием дивизия прошла славный боевой путь на Центральном, с октября 1943 — на Белорусском, с февраля 1944 — на 1-м Белорусском, с сентября 1944 — на 2-м Белорусском, с февраля 1945 — на 3-м Белорусском фронтах. Дивизия с отличием принимала участие в Гомельско-Речицкой, Белорусской, Ломжа-Ружанской, Восточно-Прусской наступательных операциях.
Командир 399-й стрелковой дивизии 42-го стрелкового корпуса 48-й армии 1-го Белорусского фронта генерал-майор Д. В. Казакевич особенно отличился в ходе Белорусской и Ломжа-Ружанской наступательных операций в июне-сентябре 1944 года. Тогда дивизия сначала отличилась при освобождении Бобруйска (за что была награждена орденом Суворова 2-й степени в июле 1944 года), затем с боями прошли свыше 350 километров. На этом пути ею были форсированы с боем 6 рек, освобождены города Бельск, Чижев, Острув-Мазовецка (Польша) и свыше 100 иных населённых пунктов. С 12 июля по 15 сентября 1944 года дивизией уничтожено до 3 000 солдат и офицеров, 14 танков, 14 самоходных орудий, 8 бронетранспортёров и 17 артиллерийских орудий, захвачены 23 орудия, 9 миномётов, 6 бронетранспортёров, большое количество иного вооружения и 78 пленных. На подходе к реке Нарев передовые отряды дивизии за сутки 3 сентября 1944 года стремительно прорвали заранее построенный оборонительный рубеж, прошла с боем свыше 20 километров и с ходе в ночь на 4 сентября форсировала Нарев в районе Ружан. Затем дивизия с 4 по 8 сентября 1944 года не только захватила плацдарм на западном берегу реки, отразив все контратаки противника, но и расширила его до 9 километров в глубину. В этих боях понесли большие потери три пехотных и одна танковая дивизия вермахта. За эти подвиги 24 сентября 1944 года был представлен к званию Героя Советского Союза.
Указом Президиума Верховного Совета СССР от 6 апреля 1945 года «за образцовое выполнение боевых заданий Командования на фронте борьбы с немецкими захватчиками и проявленные при этом отвагу и геройство» генерал-майору Даниилу Васильевичу Казакевичу присвоено звание Героя Советского Союза с вручением ордена Ленина и медали «Золотая Звезда» (№ 6105).
Победу дивизия генерала Казакевича встретила в низовьях Вислы, где блокировала и уничтожала остатки прижатой к Балтийскому морю Данцигской группировка врага.
С окончанием Великой Отечественной войны генерал Казакевич в июле 1945 года направлен в распоряжение Военного Совета Дальневосточного фронта, но вскоре отозван обратно в Москву и принять участие в советско-японской войне ему не довелось. В августе 1945 года он был переведён обратно из РККА в распоряжение наркома внутренних дел СССР и продолжил службу в пограничных войсках, В ноябре 1945 года назначен начальником штаба — 1-м заместителем начальника Управления пограничных войск Черноморского округа, в декабре 1946 года назначен начальником штаба — 1-м заместителем начальника Управления пограничных войск МВД Молдавского пограничного округа, а с сентября 1948 года был начальником Управления пограничных войск МВД СССР (с октября 1949 МГБ СССР, с марта 1953 вновь МВД СССР) Молдавского пограничного округа. В 1952 году окончил Всесоюзный юридический заочный институт.
С апреля 1954 года — начальник Управления пограничных войск МВД Юго-Западного округа. С октября 1955 года находился в Германской Демократической Республике, будучи главным советником по пограничным войскам в аппарате старшего советника КГБ в ГДР. С октября 1957 года — начальник отдела военно-учебных заведений Главного управления Пограничных войск КГБ при Совете Министров СССР. В октябре 1959 года генерал-лейтенант Д. В. Казакевич уволен в запас.
Депутат Верховного Совета СССР 4-го созыва (1954—1958). В послевоенное время был депутатом и членом Президиума Верховного Совета Молдавской ССР, членом Центрального Комитета Компартии Молдавии.
В 1959 году генерал-лейтенант Даниил Васильевич Казакевич вышел в запас. Жил в Москве. Работал в Главном управлении по иностранному туризму при Совете министров СССР. Умер 28 ноября 1988 года. Похоронен на Митинском кладбище (участок 67).

## Награды
- Медаль «Золотая Звезда» (06.04.1945);
- Два ордена Ленина (06.04.1945, 10.12.1945[3])
- Орден Октябрьской Революции (06.12.1982);
- Пять орденов Красного Знамени (27.08.1943, 03.11.1944[3], 10.02.1945, 24.11.1950[3], 14.02.1951);
- Орден Суворова II степени (23.07.1944);
- Орден Кутузова II степени (03.06.1944);
- Орден Отечественной войны I степени (11.03.1985);
- Орден Трудового Красного Знамени (11.10.1949);
- Орден «Знак Почёта» (14.02.1941);
- Медали[4].

## Воинские звания
- Капитан (14.03.1936)
- Майор (29.11.1938)
- Полковник (13.03.1940)
- Генерал-майор (3.06.1944)
- генерал-лейтенант (15.07.1957)

## Память
- Указом Президента Республики Беларусь № 123 от 25 марта 2011 года его имя присвоено 12-й пограничной заставе Гродненской пограничной группы (Белоруссия)[5][6]. На территории погранзаставы установлен бюст Герою.

## В филателии
В 2015 году выпущены в обращение конверты серии «Герои Советского Союза», посвящённые Кижеватову А.М., Гаврилову П. М., Пустельникову С.С., Усову В.М., Казакевичу Д.В.